# Ángel Moyá
Miguel Ángel Moyá Rumbo, dit Ángel Moyá, est un footballeur espagnol né le 2 avril 1984 à Binissalem. Il a évolué au poste de gardien de but en Espagne entre 2004 et 2021.

## Biographie

### Jeunesse et formation
Angel Moya naît le 2 avril 1984, à Binissalem sur l'île de Majorque. Formé au poste de gardien de but, il rejoint le centre de formation du RCD Majorque. Après deux saisons avec la réserve du club, il signe à 20 ans son premier contrat professionnel avec le club majorquin. 

### RCD Majorque
Formé au RCD Majorque, Angel Moya fait ses débuts en professionnel face au Real Madrid (0-1) le 29 août 2004, après deux saisons avec la réserve du club. Lors de la saison 2004-2005, il dispute 32 matchs de Liga. Malgré une bonne saison, il est relégué sur le banc par le retour de Toni Prats durant deux saisons.
Après son départ, il joue 29 matchs de Liga lors de la saison 2007-2008 puis ne joue que 13 matchs lors de la saison 2008-2009, alors gêné par les blessures.

### FC Valence
En juin 2009, Moya est transféré à Valence pour 5 millions d'Euros. Après un bon début comme titulaire en début de saison, il perd sa place de titulaire au profit de César Sanchez, même s'il est titulaire en Ligue Europa. Il joue 14 matchs lors de la saison 2009-2010 puis seulement 8 matchs lors de la saison 2010-2011. Lors du départ de César Sanchez, le club recrute Diego Alves, affichant clairement que Moya ne sera pas titulaire pour la saison suivante.
Le 15 juin 2011, Moya est prêté à Getafe. Il y joue comme titulaire et termine 11e avec son club. Il termine 5e meilleur gardien de la Liga (48 buts encaissés en 36 matchs). Après cette saison 2011-2012 réussie, Getafe l'achete définitivement pour une somme de 2 millions d'euros.

### Atlético Madrid
Le mercredi 4 juin 2014, Moya est transféré à l'Atlético Madrid pour 3 millions d'euros et pour une durée de 3 ans. Il joue régulièrement lors de sa première saison au club avant de devenir la doublure de Jan Oblak la saison suivante.

### Real Sociedad
Le 27 février 2018, il s'engage avec la Real Sociedad comme joker jusqu'en 2020.
En août 2020, alors que son contrat arrive à expiration, il prolonge avec le club basque jusqu'en juin 2021.
Il prend sa retraite sportive à l'issue de la saison 2020-21, et se reconvertit comme consultant chez Movistar+.

## Palmarès

### En club
- Atlético Madrid
  - Vainqueur de la Supercoupe d'Espagne : 2014
  - Vainqueur de la Ligue Europa : 2018
- Real Sociedad
  - Vainqueur de la Coupe d'Espagne en 2020

### En sélection
Avec les équipes jeunes de l'Espagne, il remporte le Championnat d'Europe des moins de 16 ans en 2001 puis le Championnat d'Europe des moins de 19 ans en 2002. Il est également finaliste de la Coupe du monde des moins de 20 ans en 2003.